# История мысли (альманах)
Альманах «История мысли» — научное периодическое издание, издающееся по решению Ученого совета Центра общественных наук МГУ им. М. В. Ломоносова, посвящённое изучению русской мыслительной традиции. В нём публикуются авторы из разных стран: историки, философы, филологи, экономисты, культурологи. Цель издания — развитие в свободном познавательном процессе историографического, историко-философского, литературоведческого и других аспектов истории русской мысли; дискуcсионное общение всех, кто заинтересован в этом развитии или интересуется им. В альманахе разрабатывается методология истории мысли как интегративного направления гуманитарного знания.

## Описание
Основной задачей альманаха является изучение и популяризация русской мыслительной традиции. Ведущийся в нём междисциплинарный дискурс обобщает разнообразный материал, разрабатываемый независимо друг от друга не связанными какими-либо концептуальными ограничениями авторами статей. Их интеграция служит развитию вполне традиционной области гуманитарного знания и соответствующего этой области исследовательского направления. История мысли предстает в альманахе как самостоятельная научная область, не совпадающая как с историографией и историей философии, так и с интеллектуальной историей и историей идей.
Авторы альманаха представляют самые разные научные центры от Владивостока, Новосибирска и Томска до Киева, Марбурга и Ганновера.
Концептуальные работы, посвященные теоретическим обобщениям, объединены в разделах по методологии, открывающих каждый выпуск: «Предмет истории мысли», «Мыслительная традиция» и др. Кроме того, в альманахе действуют рубрики: «Историки русской мысли», «Историография», «Литературная составляющая русской мысли», «Экономическая мысль», «Полюса русского сознания», «Компаративистика национальной мысли» и др.
В большинстве статей присутствует идея о цельности национальных мыслительных традиций и о том, что каждую из них отличает свой набор неповторимых качеств и признаков. Среди авторов «Истории мысли» Г. Д. Гачев, Ф. И. Гиренок, Х.-Г. Нольте, И. В. Кондаков, А. П. Козырев, К. А. Богданов, Б. В. Межуев.

## История издания
Альманах выходит с 2002 года. Он вырос из действующего с 1994 года научного семинара «Традиции русской исторической мысли» при кафедре источниковедения исторического факультета МГУ им. М. В. Ломоносова. Первый выпуск был собранием трудов семинара, начиная со второго к обсуждению русской мыслительной традиции подключились специалисты из других дисциплин, расширилась география авторов, нашли место представители разных научных школ и идейных направлений.

### Выпуски альманаха
1. История мысли: Историография. Вып. 1. / Под редакцией И. П. Смирнова. — М.: Вузовская книга, 2002.
2. История мысли: Русская мыслительная традиция. Вып. 2 / Под ред. И. П. Смирнова. М.: Вузовская книга, 2003.
3. История мысли: Русская мыслительная традиция. Вып. 3 / Под ред. И. П. Смирнова. М.: Вузовская книга, 2005.
4. История мысли: Русская мыслительная традиция. Вып. 4 / Под ред. И. П. Смирнова. М.: Вузовская книга, 2007.
5. История мысли: Русская мыслительная традиция. Вып.5 / Под ред. И. П. Смирнова. М.: Вузовская книга, 2009.
6. История мысли: Русская мыслительная традиция. Вып. 6 / Под ред. И. П. Смирнова. М.: Буки Веди, 2013.